# العلاقات الأسترالية البوتانية
العلاقات الأسترالية البوتانية هي العلاقات الثنائية التي تجمع بين أستراليا وبوتان.

## مقارنة بين البلدين
هذه مقارنة عامة ومرجعية للدولتين:
| وجه المقارنة                                              | أستراليا                                   | بوتان          |
| --------------------------------------------------------- | ------------------------------------------ | -------------- |
| المساحة (كم2)                                             | 7.69 مليون                                 | 38.39 ألف      |
| عدد السكان (نسمة)                                         | 24.51 مليون                                | 807.61 ألف     |
| الكثافة السكانية (ن./كم²)                                 | 3.19                                       | 21.04          |
| العاصمة                                                   | كانبرا، ملبورن                             | تيمفو          |
| اللغة الرسمية                                             | لغة إنجليزية                               | لغة دزونكا     |
| العملة                                                    | دولار أسترالي، جنيه إسترليني، جنيه أسترالي | نغولترم بوتاني |
| الناتج المحلي الإجمالي (بليون دولار)                      | 1.32 تريليون                               | 2.51 مليار     |
| الناتج المحلي الإجمالي (تعادل القوة الشرائية) بليون دولار | 1.10 تريليون                               | 6.49 مليار     |
| الناتج المحلي الإجمالي الاسمي للفرد دولار أمريكي          | 56.31 ألف                                  | 2.66 ألف       |
| الناتج المحلي الإجمالي للفرد دولار أمريكي                 | 45.92 ألف                                  | 7.82 ألف       |
| مؤشر التنمية البشرية                                      | 0.939                                      | 0.605          |
| رمز المكالمات الدولي                                      | +61                                        | +975           |
| رمز الإنترنت                                              | .au                                        | .bt            |
| المنطقة الزمنية                                           |                                            | ت ع م+06:00    |

## منظمات دولية مشتركة
يشترك البلدان في عضوية مجموعة من المنظمات الدولية، منها:
| علم المنظمة | اسم المنظمة                        | تاريخ انضمام أستراليا | تاريخ انضمام بوتان |
| ----------- | ---------------------------------- | --------------------- | ------------------ |
|             | يونسكو                             | 4 نوفمبر 1946         | 13 أبريل 1982      |
|             | مؤسسة التمويل الدولية              | 20 يوليو 1956         | 1 ديسمبر 2003      |
|             | بنك التنمية الآسيوي                | 1966                  | 1982               |
|             | منظمة حظر الأسلحة الكيميائية       | ?                     | ?                  |
|             | مؤسسة التنمية الدولية              | 24 سبتمبر 1960        | 28 سبتمبر 1981     |
|             | وكالة ضمان الاستثمار متعدد الأطراف | 10 فبراير 1999        | 21 أكتوبر 2014     |
|             | الاتحاد البريدي العالمي            | ?                     | ?                  |
|             | منظمة الشرطة الجنائية الدولية      | ?                     | ?                  |
|             | الأمم المتحدة                      | 1 نوفمبر 1945         | 21 سبتمبر 1971     |
|             | الاتحاد الدولي للاتصالات           | 27 مايو 1878          | 15 سبتمبر 1988     |
|             | البنك الدولي للإنشاء والتعمير      | 5 أغسطس 1947          | 28 سبتمبر 1981     |

## وصلات خارجية
- موقع وزارة الخارجية الأسترالية
- موقع وزارة الخارجية البوتانية